# Full Moon (álbum)
Full Moon "luna llena" es el título del tercer álbum de estudio de la cantante R&B y actriz Brandy. El disco salió a la venta el día 25 de febrero de 2002. Never Say Never es el sucesor de Brandy. Según Brandy, la productora le dio un tope de un año para grabar el disco.
Tras separarse de su seria Serie de televisión Moesha, Brandy confesó no haber tenido ni un minuto de descanso.

## Lista de temas
1. B Rocka Intro (1:19)
2. Full Moon (Mike City) (4:08)
3. I Thought (LaShawn Daniels, Fred Jenkins III, Rodney Jerkins) (4:29)
4. When You Touch Me (Rodney Jerkins, Nora Payne, Kenisha Pratt, Robert Smith) (5:42)
5. Like This (Brandy Norwood, LaShawn Daniels, Fred Jenkins III, Rodney Jerkins) (4:32)
6. All In Me (LaShawn Daniels, Fred Jenkins III, Rodney Jerkins) (4:00)
7. Apart (Keith Crouch, Kenisha Pratt) (4:27)
8. Can We (Alexander Greggs, Rodney Jerkins, LaShawn, Daniels) (4:43)
9. What About Us? (LaShawn Daniels, Rodney Jerkins, Brandy Norwood, Nora Payne, Kenisha Pratt) (4:10)
10. Anybody (Brandy Norwood, LaShawn Daniels, Fred Jenkins III, Rodney Jerkins, Kenisha Pratt)(4:55)
11. Nothing (LaShawn Daniels, Fred Jenkins III, Kenisha Pratt)(4:48)
12. It's Not Worth It (Brandy Norwood, LaShawn Daniels, Fred Jenkins III, Rodney Jerkins, Michael Jackson)(4:23)*
13. He Is (Brandy Norwood, Warryn Campbell, Harold Lilly) (4:21)
14. Come A Little Closer (Stuart Brawley, Jason Derlatka) (4:32)
15. Love Wouldn't Count Me Out (Brandy Norwood, LaShawn Daniels, Fred Jenkins III, S. Johnson)(4:19)
16. Wow (LaShawn Daniels, Nora Payne, Kenisha Pratt, Robert Smith)(4:12)

Bonus Tracks
1. Another Day In Paradise (featuring Ray J) (Phil Collins, Hugh Padgham) (4:32) (Europa/Ozeanien/Japan Edition)
2. I Wanna Fall In Love (Cordes, Attrell Stephen) (Japan Edition)
3. Full Moon (Cutfather & Joe Remix) (Mike City) (Japan Edition)
4. Die With Out You (featuring Ray J) (Nordamerika Edition)

Singles:
1. Another Day In Paradise con Ray J
2. What about Us?
3. Full Moon
4. He Is

- Datos: Q3107280